# Adorjánfalva
Adorjánfalva (korábban Adriáncz, szlovénül: Odranci) település és egyben az azonos nevű község központja Szlovéniában, a Muravidéken. A település mindig szlovén lakosságú volt, az „Adorjánfalva” nevet a 19. század végi földrajznév-magyarosítási hullám során kapta. Ez e név azóta feledésbe merült, a helyi magyarok sem használják, a térképeken nem szerepel.

## Fekvése
Muraszombattól 13 km-re délkeletre, a Csernec-patak partján fekszik.

## Története
Első írásos említése 1375-ből származik "Adrianfiamyalhaza" néven. 1381-ben "pred. Michaelis filii Adriani" alakban említik. 1411-ben és 1428-ban "Poss. Adrianch" néven Nemti várának tartozékai között sorolják fel.  1430-ban "Adoriancz", 1524-ben "Oderyancz" alakban szerepel a korabeli forrásokban. 1481-ben akkor említik, amikor a Bánffyak császári csapatok által elpusztított birtokait a király mentesíti az adófizetés alól.
Először az Bánffy család alsólindvai (Lendva) ága birtokolta, aztán a Csáky család birtokába jutott. A 19. században a Gyika család birtoka volt.
Vályi András szerint " ÁDRIÁNTZ. Tót falu Szala Vármegyében, földes Ura Gróf Csáky Uraság, lakosai katolikusok, fekszik a’ Belatintzi Uradalomban, Belatintzhoz, mellynek filiája nem meszsze, határja közép termékenységű, legelője, réttye is elég; de más fogyatkozásaiért harmadik Osztálybéli."
Fényes Elek szerint " Adriáncz, falu, Zala vgyében, a rónán, A. Lendvához 2 óra, Gyikáné asszonyságé; lakják vandalusok, kik semmit sem tudnak magyarul. A földmivelés, és a marhatenyésztés náluk virágzik. – Itt ezen helység a többi közel lévőkkel együtt a Mura-folyam mellett leginkább szép lovakkal dicsekedhetik. – Lakosi mind tehetős és gazdag emberek, és r. kath. vallásuak. Termesztetik buza, rozs, árpa, zab, hajdina, kukoricza, köles, és mindenféle isméretes nyári takarmány nagy mennyiségben."
1910-ben 1624, túlnyomórészt szlovén lakosa volt.
Közigazgatásilag Zala vármegye Alsólendvai járásának része volt. 1919-ben a Szerb–Horvát–Szlovén Királysághoz csatolták, ami tíz évvel később vette fel a Jugoszlávia nevet. 1941-ben a Muramentét a magyar hadsereg visszafoglalta és 1945-ig ismét Magyarország része volt, majd a második világháború befejezése után végleg jugoszláv kézbe került. 1991 óta a független Szlovén Köztársaság része. 2002-ben 1619 lakosa volt.

## Nevezetességei
- A Szentháromság tiszteletére szentelt római katolikus plébániatemploma hosszas hatósági akadályoztatás és huzavona után 1964 és 1977 között épült fel Janez Valentinčič építész tervei szerint. Elődje egy 1862-ben épített Szentháromság-kápolna volt, melyet 1965-ben bontottak le.